# 과식주의

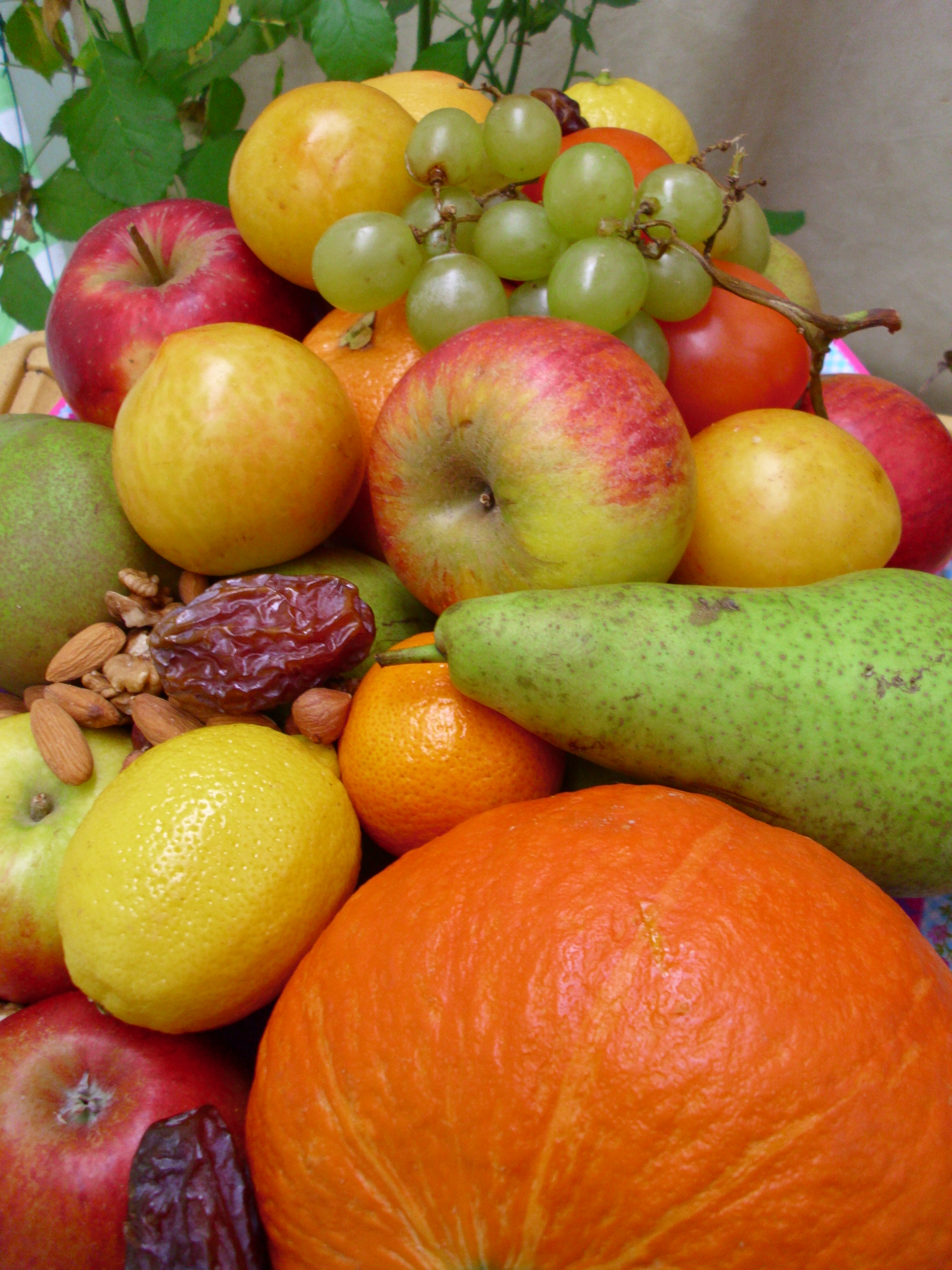
다양한 과일

과식주의(果食主義, 영어: Fruitarianism)는 과일, 견과류, 씨앗만을 먹는 것을 뜻한다. 동물성 식품(고기, 물고기, 유제품, 알, 벌꿀 등)과 식물을 죽여서 얻는 식품(뿌리채소, 곡물)을 먹지 않는다.

## 같이 보기
- 생식주의